# José Núñez
José Núñez (* in Solentiname; † 5. März 1880 in León (Nicaragua)) war der erste Director Supremo von Nicaragua.

## Leben
Seine Vorfahren waren Guatusos (Indianer-Stamm aus Costa Rica); Fray Ramón Rojas brachte ihn zum Studieren nach León. Später studierte er Medizin und Chirurgie in Santiago de Chile. Anschließend kam er nach Nicaragua zurück und praktizierte als Arzt in León, wo er auch an der Universität Medizin lehrte.
Am 10. März 1834 trat er das Amt des Director Supremo an.
Am 20. Januar 1835 brach der Vulkan Cosigüina aus, was die Bevölkerung von León in Schrecken versetzte.
Am 23. März 1835 übergab er sein Amt an José Zepeda und wurde dessen Stellvertreter.
Zepeda wurde am 25. Januar 1837 ermordet. Daraufhin wurde Núñez wieder Director Supremo und ließ den Leiter der Leibwache, Braulio Mendiola füssilieren, da er José Zepeda getötet hatte.
Anschließend wurde er zum Director Supremo gewählt. Er trat dieses Amt am 13. März 1838 an. Sein Stellvertreter war Joaquín Cosío. Konsekutiv waren seine Generalminister Pablo Buitrago y Benavente, J. N. Gonzalez und Hermenegildo Zepeda.
Mit Beschluss vom 30. April 1838, erklärte Nicaragua seinen Austritt aus der República Federal de Centroamérica und wurde damit ein unabhängiger Staat. Es wurde eine verfassungsgebenden Versammlung einberufen, welche am 2. Mai 1838 eine Verfassung veröffentlichte.
Am 20. Dezember 1838 wurde mit der Regierung von Costa Rica Tratado Oreamuno-Buitrago, ein Freundschafts- und Verteidigungsvertrag sowie ein Vertrag über den Verkauf von Tabak von Costa Rica nach Nicaragua, geschlossen.
Das Parlament verlieh Núñez den Titel Retter des Vaterlandes (Salvador de la Patria).